# Луза (місто)
Лу́за (рос. Луза) — місто, центр Лузького району Кіровської області, Росія. Адміністративний центр Лузького міського поселення.

## Населення
Населення міста становить 10359 осіб (2017; 10461 у 2016, 10529 у 2015, 10693 у 2014, 10813 у 2013, 10974 у 2012, 11300 у 2011, 11260 у 2010, 11095 у 2009, 11200 у 2008, 11400 у 2007, 11700 у 2006, 11900 у 2005, 12300 у 2003, 12311 у 2002, 12500 у 2001, 12700 у 2000, 13100 у 1998, 13400 у 1996, 13600 у 1992, 13706 у 1989, 14004 у 1979, 14033 у 1970, 13181 у 1959, 6700 у 1939).

## Історія
Місто виникло у кінці 19 століття на місці поселення 17 століття як залізничне селище при будівництві залізниці Перм-Вятка-Котлас. Станція «Луза» була відкрита 1 (13) січня 1899 року. 1935 року селище отримало статус робітничого селища, тут було відкрито відділення «Північного крайового автогужтранса». У роки другої світової війни, у період з 26 жовтня 1941 року по 20 грудня 1945 року, у селищі працював військовий шпиталь № 3469, який був евакуйований сюди із Донецька. Через шпиталь пройшли 16177 поранених та хворих військових. У грудні 1942 року у селищі було також збудовано табір для німецьких військовополонених, у якому на кінець війни перебувало 1500 осіб. Полонені працювали на лісобіржах, пристанях та у цехах лісозаводу.
До 22 березня 1941 року селище входило до складу Лальського району Архангельської області. 1944 року селище отримало статус міста, 1 лютого 1963 року Луза стала районним центром. 1959 року у місті були відкриті автобусні маршрути, організовані приміські та міжобласні маршрути, відкрито сполучення із Великим Устюгом та великими населеними пунктами району. Місто розвивалось як промисловий центр, що спеціалізувався на лісозаготівлі та деревообробці. 1940 року тут було відкрито трест «Лузатрансліс».